# Château de Lophem
Ne doit pas être confondu avec Château de Ter Loo.
Le Château de Lophem ou château de Loppem (en néerlandais : Kasteel van Loppem) est situé en Belgique, à Lophem dans la commune de Zedelghem en Flandre-Occidentale.

## Histoire
Construit à la demande du baron Charles van Caloen (Bruges, 31 août 1815 - 1er mai 1896) et de son épouse Savina de Gourcy Serainchamps (1825-1912), le château est édifié de 1859 à 1862 dans le style néogothique flamand d'après les plans d'Edward Welby Pugin et de Jean-Baptiste Bethune.
Lors de la Première Guerre mondiale, après la retraite des Allemands, c'est dans ce château que le roi Albert Ier et l'armée belge installent le quartier général.
La famille royale y réside du 24 octobre au 25 novembre 1918. Des invités de marque y sont reçus, comme Raymond Poincaré, président de la République française, et le prince impérial du Japon, ou le roi George V et ses fils Edouard, prince de Galles et le prince Albert (futur roi George VI) visitant Ypres, Zeebruges et Lille (9 et 10 décembre 1918).
Du 7 au 9 novembre 1918, la «Révolution » submerge l'Allemagne : les appareils gouvernementaux du Reich et des États s'effondrent et partout se constituent des Conseils d'ouvriers et de soldats qui se substituent aux autorités et prennent le pouvoir .
À Lophem, le roi Albert Ier fait venir des personnalités, et des dirigeants du parti ouvrier belge et du parti libéral afin de former, avec le parti catholique, un gouvernement d'union nationale, de modifier la Constitution et d'instaurer le suffrage universel masculin, la reconnaissance des syndicats et une université à Gand en néerlandais,. Par dérision, les opposants conservateurs nomment ces réformes rapides le Coup de Lophem du gouvernement de Lophem.

## Description
Le château, établi dans un domaine de 100 hectares, est entouré d'un parc d'une vingtaine d'hectares aménagé à partir de 1851 par le paysagiste Jean Gindra, comportant des étangs, des grottes et un labyrinthe. Le parc fait partie du Réseau Européen du Patrimoine des Jardins (European Garden Heritage Network – EGHN) .
Le château abrite en outre des collections d'œuvres d'art. Actuellement, il s'agit du seul château belge de ce style dont on ait conservé l'architecture et l'intérieur dans leur état d'origine.
L'association Jean van Caloen (association sans but lucratif, ASBL) est organisation membre de Europa Nostra Belgium représentant en Belgique d'Europa Nostra, la Fédération européenne du patrimoine.

## Galerie

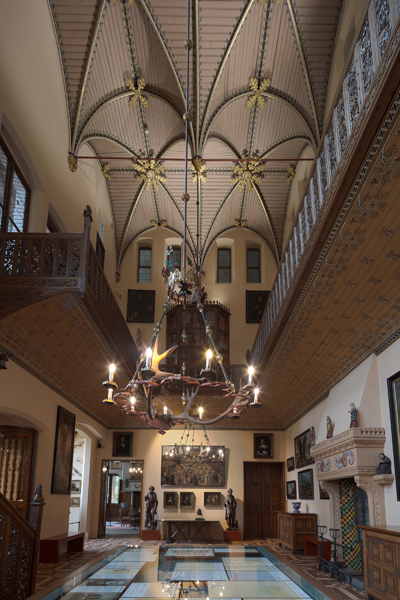
Entrée
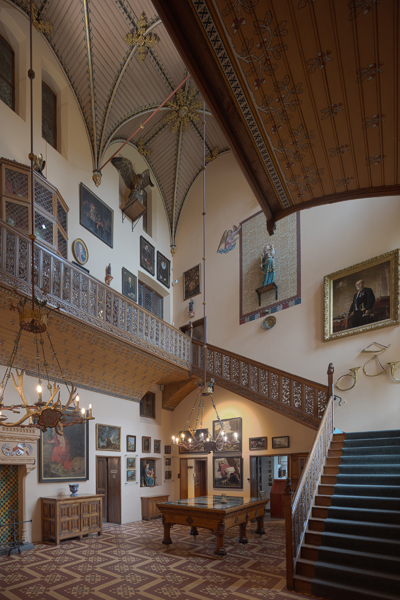
Escaliers

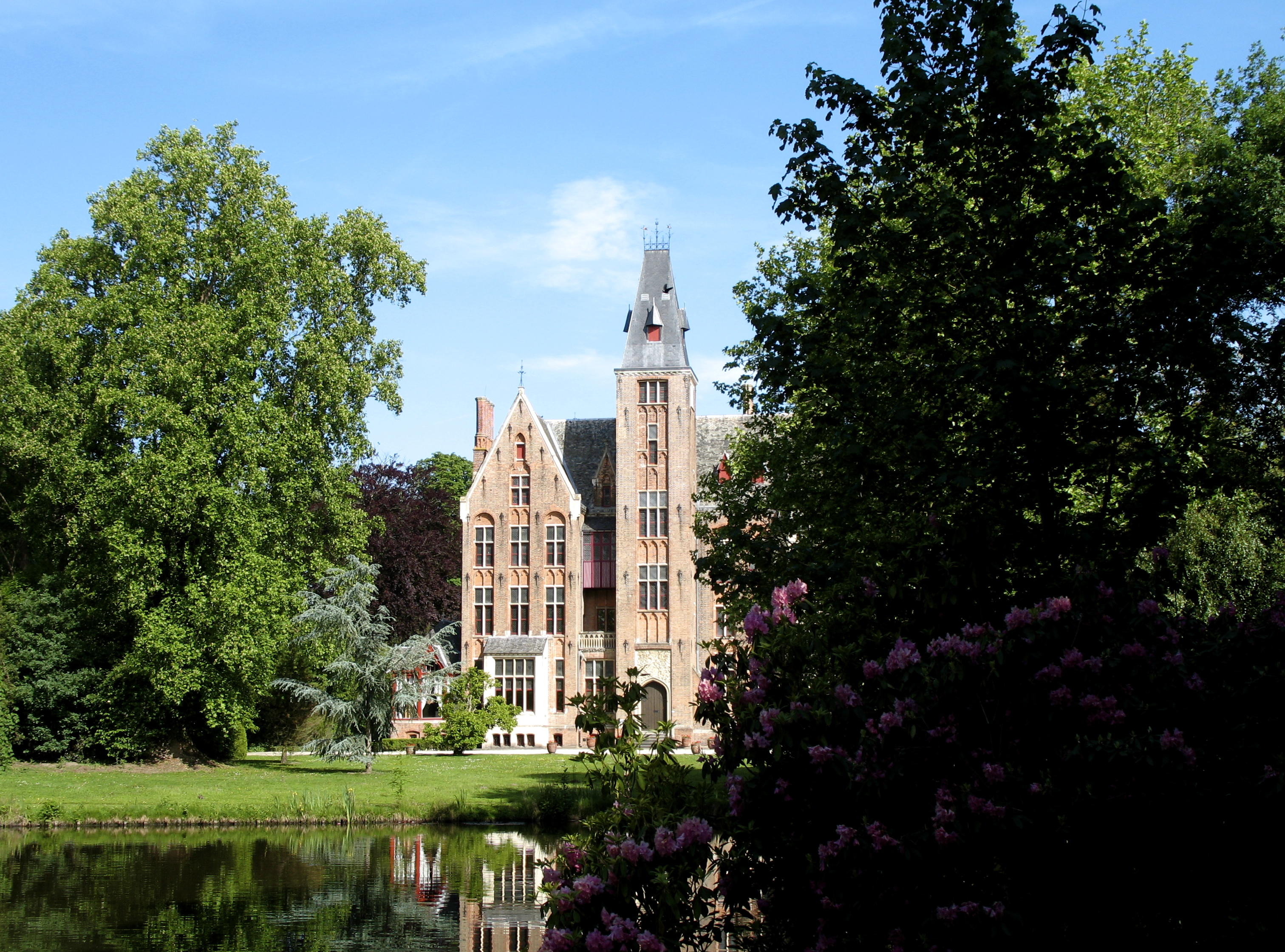
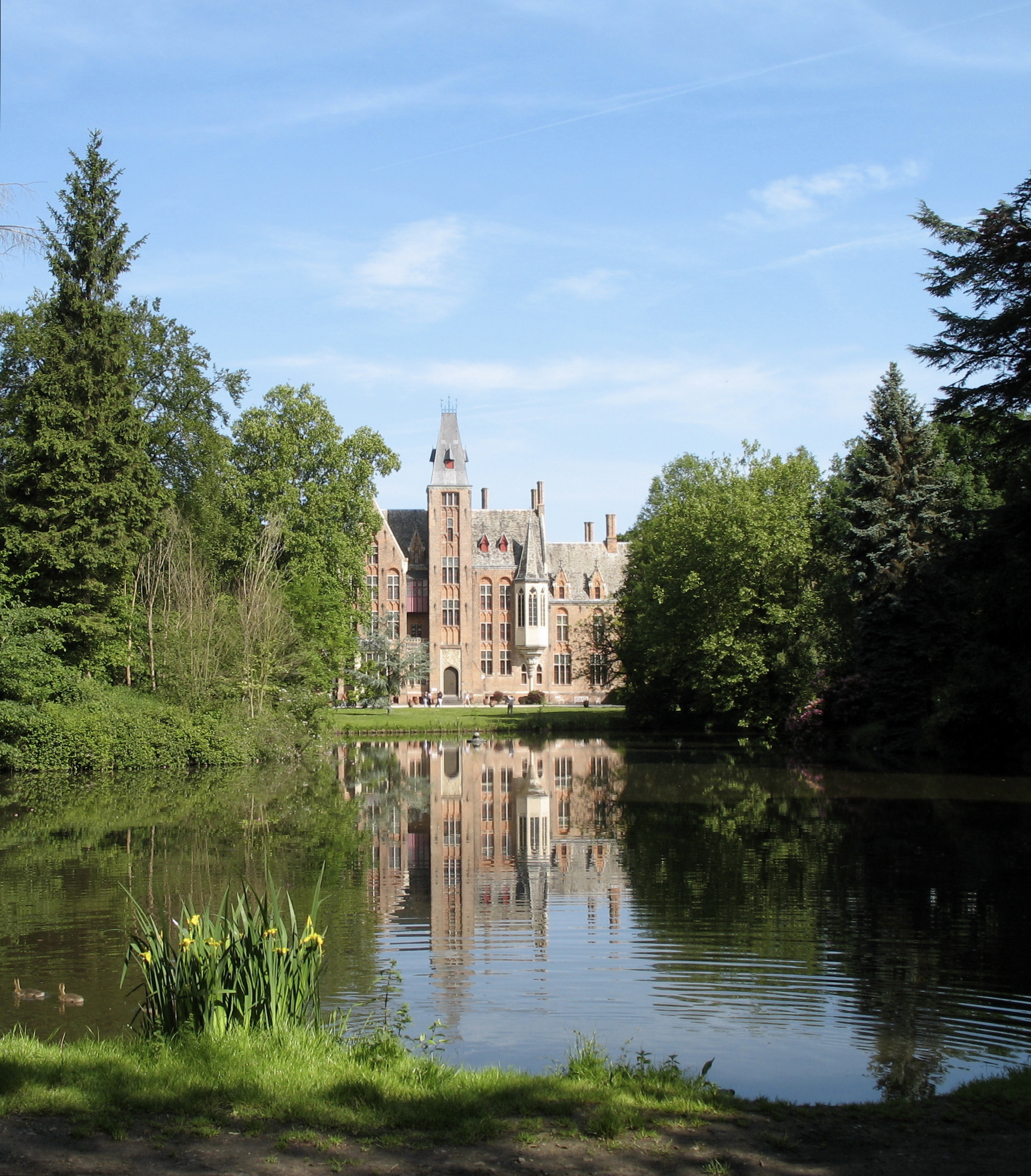
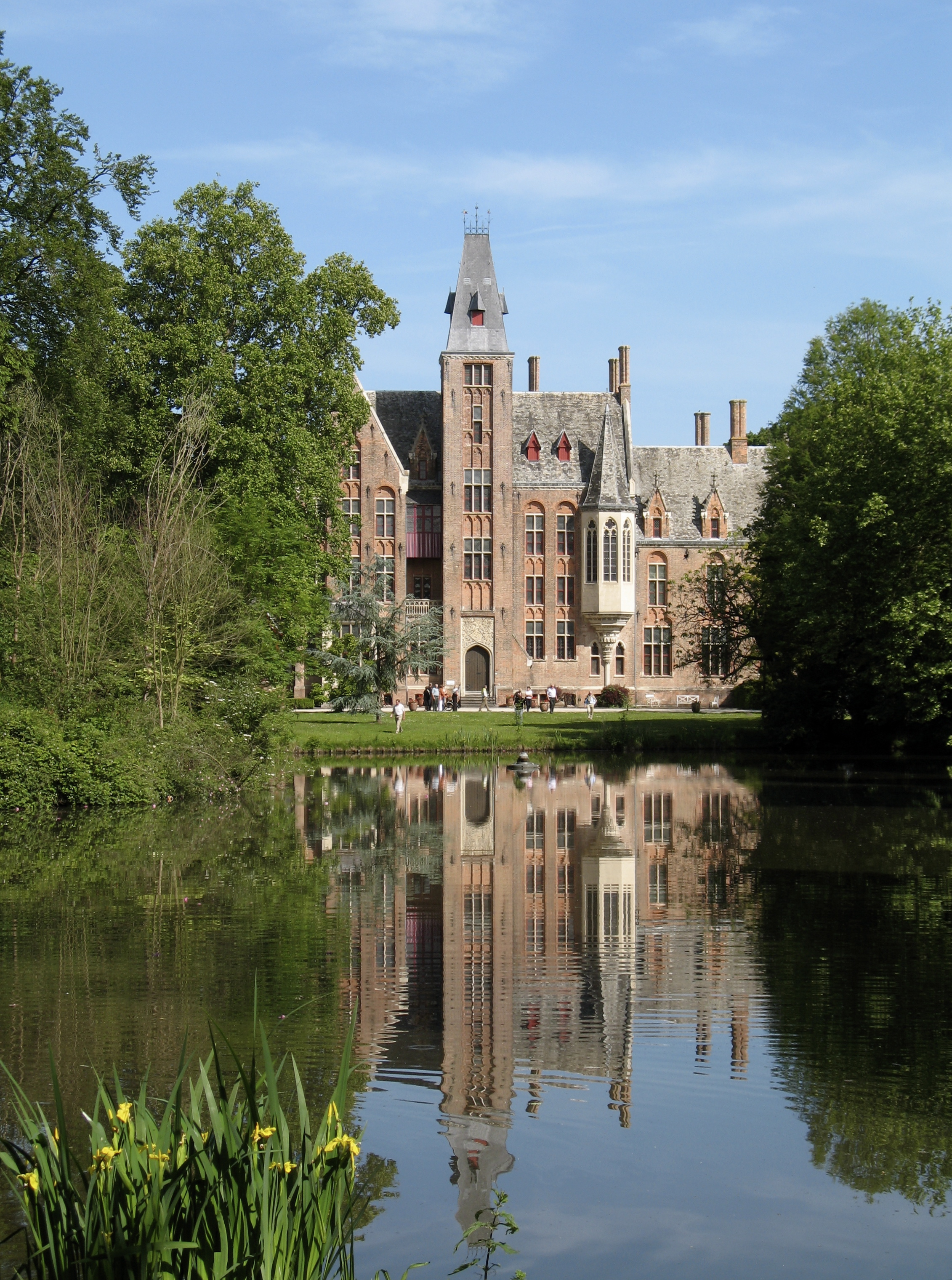
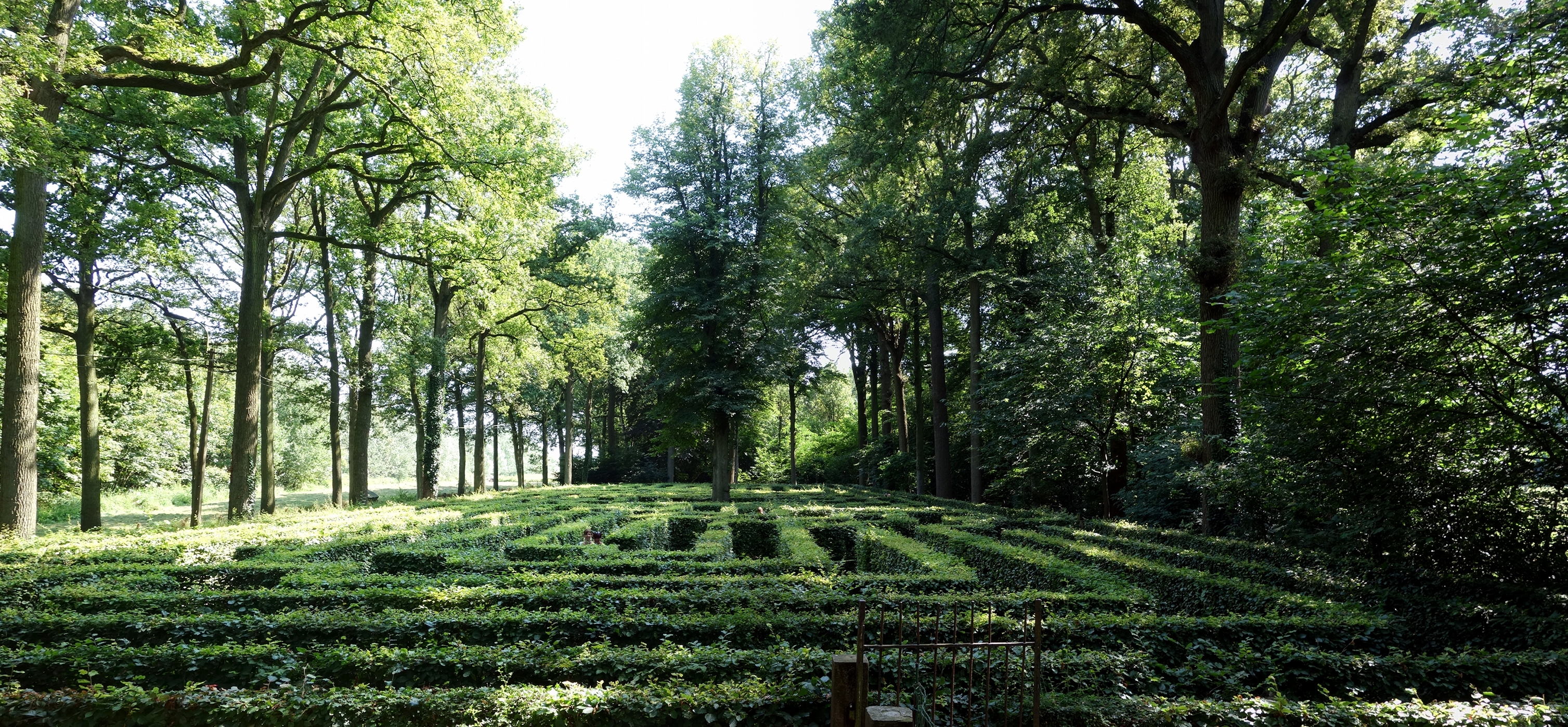

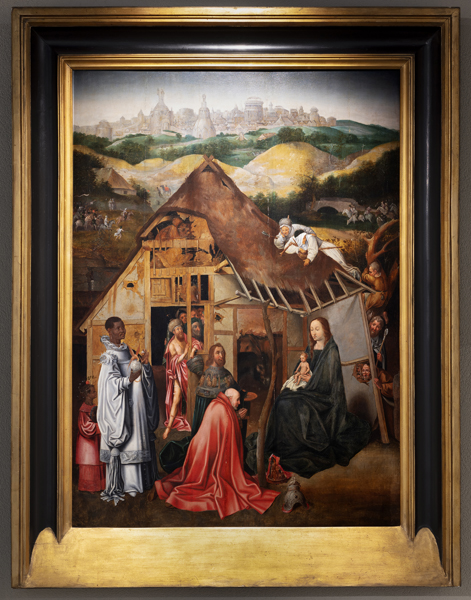
L'Adoration des Mages (XVIe siècle)
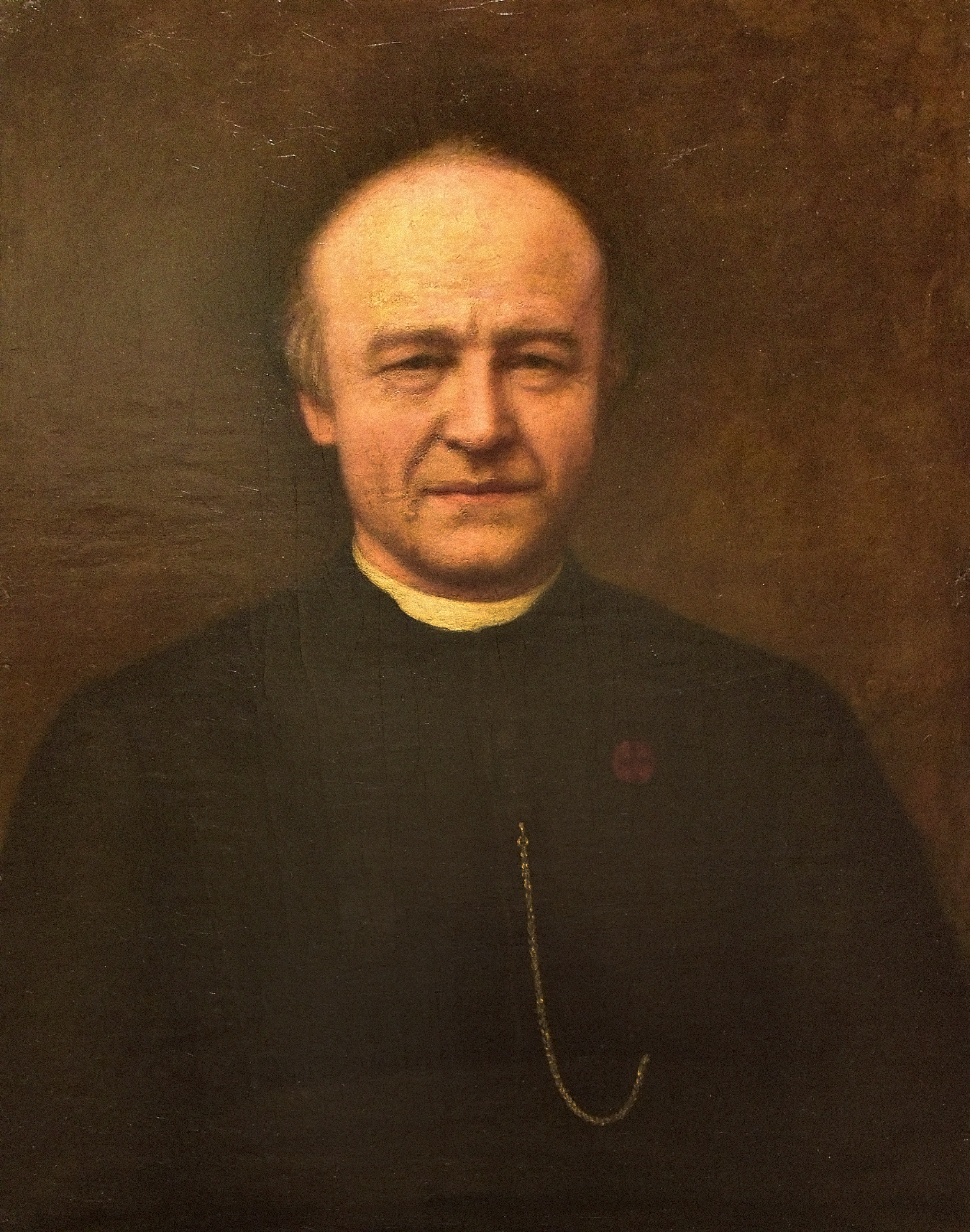
Guido Gezelle par Gustave Léonard de Jonghe